# Emilia
Emilia ist ein weiblicher Vorname.

## Herkunft und Bedeutung
Emilia ist Variante des Namens Aemilia (auch Aemiliana), der weiblichen Form des lateinischen Gentilnamens Aemilius. Die Aemilier waren eine der fünf bedeutendsten Patrizierfamilien des antiken Roms. Der Name bedeutet daher „aus dem Geschlecht der Aemilier stammend“.
Zur Herleitung des Gentilnamens Aemilius existieren verschiedene Theorien:
- lateinisch aemulus (Adjektiv):[4] „eifersüchtig“[5]
- lateinisch aemulus (Nomen):[4][6] „Ebenbürtiger“, „Konkurrent“, „Rivale“[7]
- lateinisch aemulare:[4] „eifersüchtig sein“, „nachahmen“, „wetteifern“[8]
- etruskisch: „freundlich“[4]

## Verbreitung
Der Name Emilia erfreut sich international großer Beliebtheit.
In Argentinien belegte er im Jahr 2021 Rang 10 der Hitliste. Auch in Chile hat der Name sich unter den 10 meistvergebenen Mädchennamen etabliert. Zuletzt belegte er Rang 4 der Hitliste (Stand 2021). In Mexiko belegte er 2021 den 63. Rang.
Emilia wird in den USA seit 1930 alljährlich in der Namensgebung berücksichtigt. Seit der Jahrtausendwende befindet sich der Name im Aufwärtstrend und seit Ende der 2010er Jahre in den populärsten Vornamen. Von 1930 bis 2022 wurden circa 52.200 Mädchen so genannt. Der Name hat sich in Australien seit 2013 in den Top-100 etabliert, im Jahr 2023 lag er auf Rang 41. In Neuseeland befindet sich Emilia seit dem Jahr 2015 in den Hitlisten der 100 beliebtesten Mädchennamen. In Kanada sieht das Bild ähnlich aus, seit 2018 ist der Name sogar in den Top-40.
In England wurde der Name seit Mitte der 1990er Jahre immer beliebter, er befindet sich seit 2008 in den Top-100 und seit 2017 in den Top-40. Seit Mitte der 2000er Jahre wird der Name in Irland, Nordirland und Schottland beliebter, seit rund 10 Jahren befindet er sich dort in der Liste der beliebtesten Vornamen.
Emilia wird in Belgien seit 1995 jährlich vergeben, seit den 2010er Jahren hat sich der Name in den beliebten Vornamen etabliert. In Frankreich kommt der Name seit 1930 jedes Jahr in der Namensgebung vor. Seit Mitte der 2010er Jahr steigt seine Beliebtheit, jedoch ist er nur mäßig beliebt. In den Niederlanden wird der Name alljährlich bei der Namenswahl berücksichtigt. Seit den 2010er Jahren nahm seine Popularität zu, zurzeit befindet er sich in der Liste der beliebten Vornamen.
In den nordischen Ländern Dänemark und Norwegen ist der Name mäßig beliebt. Der Name hat sich in Norwegen seit dem Jahr 2011 in der zweiten Hälfte der Top-100 etabliert. Dahingegen zählt er in Schweden zu den beliebten Mädchennamen. Seit Anfang der 1990er Jahre bis heute befindet er sich in den Top-100, zwischen der Jahrtausendwende und 2013 lag er sogar in den Top-20, seither geht seine Beliebtheit aber leicht zurück. In Finnland zählt Emilia zu den beliebten Namen, wobei seine Popularität in den letzten Jahren rückläufig ist. In Island ist der Name in der Schreibweise Emilía sehr beliebt. Im Jahr 2018 stand er dort an der Spitze der Vornamenscharts.
In Tschechien befand sich der Name in der Schreibweise Emília von 1935 bis 1960 in den Top-100, danach war seine Vergabe stark rückläufig. Der Name kommt in Slowenien nur selten vor. In Ungarn befindet sich der Name seit Mitte der 2010er Jahre in den Top-50. Emilia ist in Polen besonders beliebt, seit Anfang der 2000er Jahr ist der Name in den Top-20 anzutreffen. Von 2000 bis 2022 wurde er etwa 82.900 Mal vergeben.
Der Name wird in Italien seit 1999 alljährlich vergeben, seit 2012 steigt sein Beliebtheit, jedoch pendelt er in den letzten Jahren um Rang 120. In Spanien war der Name von 1920 bis zum Anfang der 1960er Jahre in den Top-100, danach ging seine Popularität stetig zurück. Die Schreibweise Emília befindet sich in Portugal seit 2015 in den Top-100 der Vornamenscharts.
Der Name wird seit 1930 in der Schweiz regelmäßig vergeben, seit Mitte der 1990er Jahre befindet er sich im Aufwärtstrend. Die Beliebtheit des Namens Emilia nahm in den vergangenen Jahren immer weiter zu. Seit 2008 zählt der Name dort zu den 100 beliebtesten Mädchennamen. Im Jahr 2020 stand der Name auf Rang 4 der Hitliste.
In Österreich war der Name schon früher populär. Seit 2007 zählt er zur Top-50 der Vornamenscharts. Im Jahr 2021 belegte Emilia Rang 2 der Hitliste. Von 1984 bis 2022 wurde der Name 8.400 Mal vergeben.
Auch in Deutschland erfreut sich der Name großer Beliebtheit. Seit den späten 1990er Jahren ist der Name populär. Seine Beliebtheit nahm dabei immer weiter zu. Im Jahr 2022 stand Emilia zum dritten Mal in Folge an der Spitze der deutschen Vornamenscharts. Der Name wurde dabei an 1,52 % aller neugeborenen Mädchen vergeben. Als Folgename liegt Emilia auf Rang 7 der Hitliste. Besonders häufig wird der Name in Süd- und Westdeutschland vergeben.

## Varianten
Neben Emilia existieren folgende Namensvarianten:
- Bulgarisch: Емилия Emilija
- Dänisch: Emilie
  - Diminutiv: Mille
- Deutsch: Emilie, Aemilia, Aemilie, Ämilia, Ämilie
- Englisch: Amilia, Emily, Emalee, Emely, Milee
  - Diminutiv: Em, Emmie, Emmy, Millie, Milly
- Finnisch
  - Diminutiv: Emmi, Milja, Milka
- Französisch: Émilie
  - Diminutiv: Emmy, Emy
- Hebräisch: אֶמילי ʾæmili
- Isländisch: Emilía
- Kroatisch: Emilija
- Latein: Aemilia
- Lettisch: Emīlija
- Litauisch: Emilija
- Mazedonisch: Емилија Emilija
- Norwegisch: Emilie
  - Diminutiv: Mille, Milly
- Polnisch
  - Diminutiv: Milka
- Portugiesisch: Emília
- Russisch: Эмилия Emilija
- Schwedisch: Emelie, Emilie
  - Diminutiv: Milly
- Serbisch: Емилија Emilija
- Slowakisch: Emília
- Slowenisch: Emilija
- Tschechisch: Emílie, Emilie
- Ukrainisch: Емілія Emilija
- Ungarisch: Emili, Emília

männliche Varianten: siehe Emil#Varianten
Der Name Amelia wird gelegentlich fälschlicherweise für eine Variante von Emilia gehalten, tatsächlich leitet er sich jedoch vom Namen Amalia ab.

## Namenstage
- 5. Januar: nach der Heiligen Aemiliana, Jungfrau zu Rom
- 21. März: nach Emilia Julie Schneider
- 3. Mai: nach Emilia Bicchieri (Gedenktag)
- 24. August: nach Emilia de Vialar

## Namensträgerinnen

### Vorname
- Emilia Appelqvist (* 1990), schwedische Fußballspielerin
- Emilia Bernsdorf (* 1997), deutsche Schauspielerin
- Emilia Bottas (* 1992), finnische Schwimmerin
- Emilia Clarke (* 1986), britische Schauspielerin
- Emilia Dilke (1840–1904), britische Feministin, Kunsthistorikerin und Gewerkschafterin
- Emilia Eberle (* 1964), rumänische Kunstturnerin donauschwäbischer Herkunft
- Emilia Fahlin (* 1988), schwedische Radrennfahrerin
- Emilia Fox (* 1974), britische Schauspielerin
- Emilia Galińska (* 1992), polnische Handballspielerin
- Emília Kánya (1830–1905), ungarische Publizistin, Schriftstellerin und Übersetzerin
- Emilia Lanier (1569–1645), englische Dichterin
- Emilia Luca (* 1969), rumänisch-deutsche Handballspielerin
- Emilia Maier (* 2007), deutsche Schauspielerin
- Emilia Müller (* 1951), deutsche Politikerin (CSU)
- Emilia Neumann (* 1985), deutsche Bildhauerin
- Emilia Pardo Bazán (1851–1921), spanische Schriftstellerin
- Emilia Pieske (* 2005), deutsche Schauspielerin
- Emília Pires (* 1961), osttimoresische Politikerin
- Emilia Plater (1806–1831), polnisch-litauische Gräfin
- Emilia Ramboldt (* 1988), schwedische Eishockeyspielerin
- Emília Rotter (1906–2003), ungarische Eiskunstläuferin
- Emilia Schüle (* 1992), deutsche Schauspielerin
- Emilia Suárez (* 1998), US-amerikanische Schauspielerin und Musikerin
- Emilia Tsoulfa (* 1973), griechische Seglerin
- Emilia Unda (1879–1939), deutsche Schauspielerin
- Emília Vášáryová (* 1942), slowakische Schauspielerin
- Emilia Warenski (* 2004), österreichische Schauspielerin

Einzelname:
- Emilia von Oranien-Nassau (1569–1629), niederländische Adelige

Künstlername:
- Emilia (* 1978), schwedische Sängerin
- Emilia (* 1996), argentinische Sängerin und Tänzerin

Kunstfigur:
- Emilia Galotti, Heldin des gleichnamigen bürgerlichen Trauerspiels von Gotthold Ephraim Lessing
- Emilia, Figur in William Shakespeares Othello
- Emilia, Figur in Re:zero